# 鹹酥雞
鹹酥雞，或稱鹽酥雞，是常見的臺灣小吃之一，為台灣最常見的炸雞塊，特點是會加入九層塔一起油炸，帶有特殊的香氣。
鹽酥雞原本是雞肉切成小塊，先以醬料醃漬入味，再裹上油炸粉（糖粉、麵粉、調味料等的混合物）或調味過後的麵粉漿，再油炸的料理，因後來材料的增加，現在鹽酥雞往往是一個各種炸物綜合性的全稱，常見的有花椰菜、杏鮑菇、雞皮、四季豆、銀絲卷等。

## 歷史
鹹酥雞主要成分是雞肉，在台灣各地都有號稱是發源的老店，表示這種以雞肉塊沾粉油炸的小吃其實是多方源起的概念，有些人會稱鹹酥雞發明者是1975年臺北市西門町的「台灣第一家塩酥雞」，但事實上那只是一間調味粉批發商的名稱而已，以時間點來看更早創業的鹽酥雞攤位大有人在。

## 食材種類
鹹酥雞在臺灣夜市或市集當中隨處可見，鹹酥雞攤位中除了油炸小塊帶骨或去骨的雞肉外，通常也一併賣各種油炸食物，如各种时令蔬菜，鸡鸭鱼肉以及豬血糕、花枝丸等特色小吃，並配上九層塔、蒜頭或是獨家的醬料，有的攤位會兼賣香雞排。

## 作法
鹽酥雞是高溫油炸類食品，由食客們點好要吃的食材後交給老闆之後，老闆會將較大塊的食材切成小塊，並將所選食材下鍋油炸，有許多鹽酥雞攤位在炸好起鍋之前，會加放九層塔下鍋爆香，起鍋瀝乾油後灑上胡椒鹽，也可視需要灑上辣椒粉再拌勻裝入紙袋，也有的攤位會拌上大蒜末（泥）蔥花、生洋蔥、酸菜等，也有部分店家是將炸好的食材刷上一層醬料，口感濕潤。鹹酥雞的氣味濃郁、口感酥脆，因此使許多饕客趨之若鶩，是少數不在夜市也能存活的小吃種類之一。1992年美國連鎖速食肯德基推出類似的產品雞米花。

## 外部連結
- "鹹酥雞" - 搜索 Google 圖書
- "鹽酥雞" - 搜索 Google 圖書